# Georges-Charles de Heeckeren d’Anthès

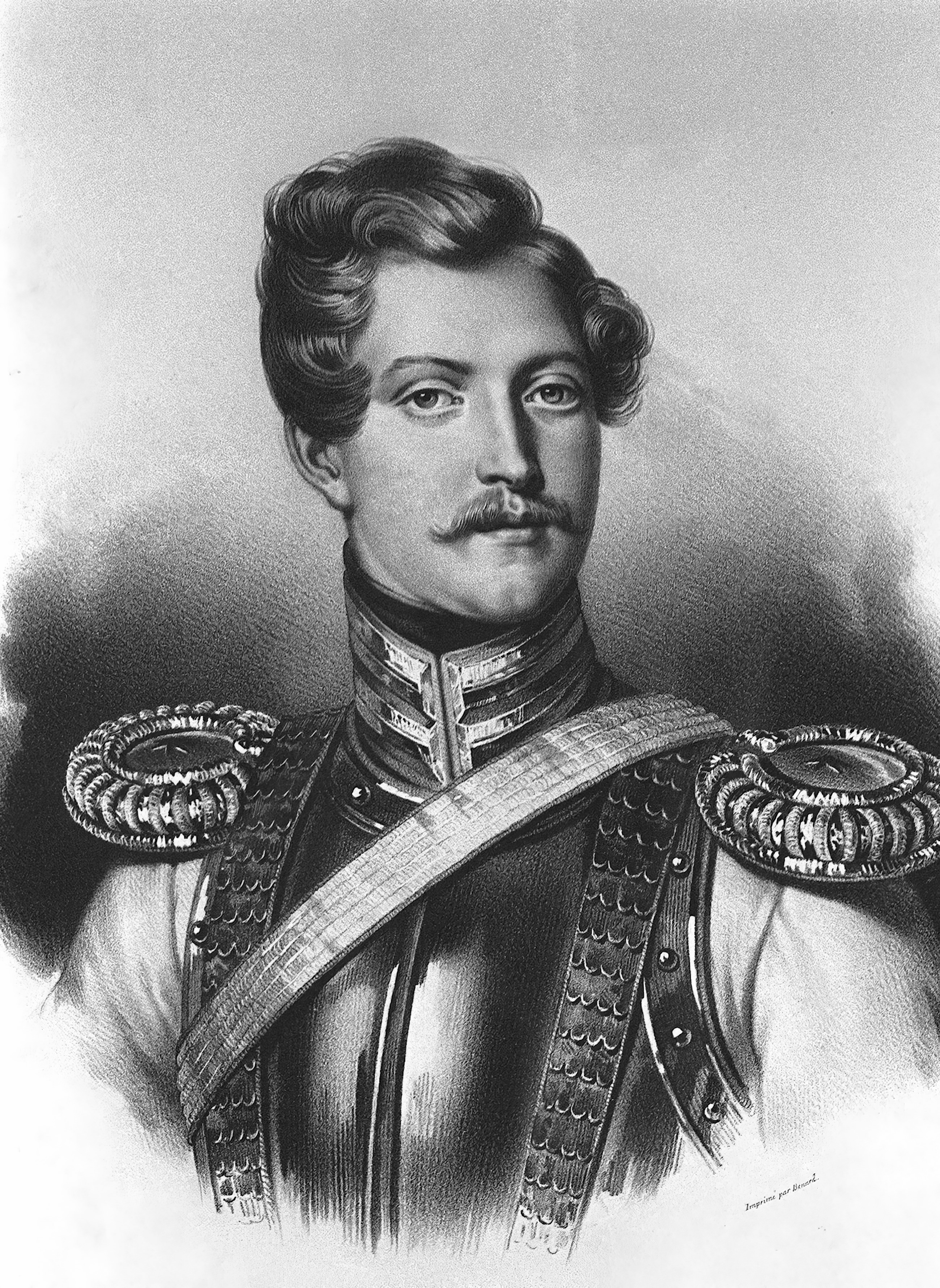
Georges-Charles de Heeckeren d’Anthès

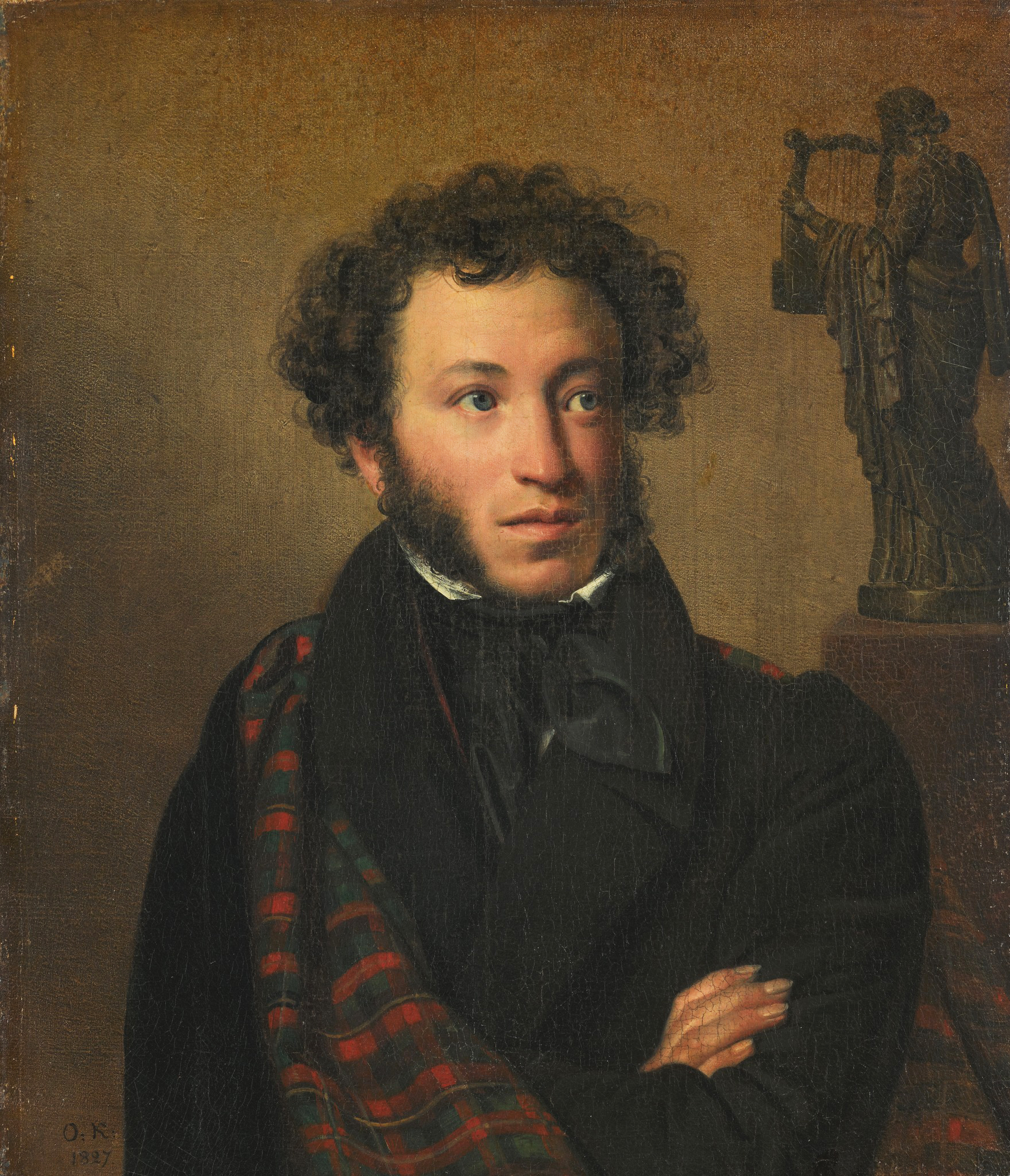
Alexander Puschkin, Gemälde von Orest Kiprenski (1827)

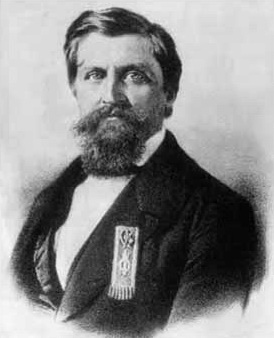
Georges-Charles de Heeckeren d’Anthès (um 1855)

Georges-Charles de Heeckeren d’Anthès (* 5. Februar 1812 in Colmar; † 2. November 1895 in Sulz/Oberelsass) war ein französischer Offizier und Politiker. Er wurde durch sein Duell mit dem russischen Dichter Alexander Puschkin bekannt.

## Frühe Jahre
Georges-Charles war das dritte von sechs Kindern des verarmten Gutsbesitzers Joseph Conrad Baron d’Anthès und dessen Ehefrau Marie-Anne-Louise, geborene Gräfin von Hatzfeldt. Sein Urgroßvater Jean-Henri Anthès war im Dezember 1731 von Ludwig XV. in den Adelsstand erhoben worden.
Als erstgeborener Sohn wurde d’Anthès für die militärische Karriere bestimmt und besuchte die Militärschule Saint-Cyr. Während der Julirevolution von 1830 stand er auf der Seite von Karl X. Nach dessen erzwungener Abdankung und Flucht nach Großbritannien weigerte sich d’Anthès, der Julimonarchie zu dienen, nahm seinen Abschied und zog sich auf das Gut seines Vaters zurück.

## Russland
Des eintönigen Landlebens überdrüssig, entschloss sich d’Anthès, Frankreich zu verlassen. Er erhielt von der französischen Regierung die Erlaubnis, in ausländische Dienste zu treten, ohne dabei seine französische Staatsbürgerschaft zu verlieren. Den Eintritt in die preußische Armee lehnte d’Anthès ab, da man ihm lediglich eine Stelle als Unteroffizier angeboten hatte.
D’Anthès ging nach Sankt Petersburg, wo er dank einflussreicher Protektion als Kornett in die Chevaliergarde aufgenommen wurde; 1836 erhielt er seine Beförderung zum Leutnant. Seine guten Verbindungen verschafften ihm Zutritt zu den höchsten Kreisen, und bald verkehrte er als gern gesehener Gast in den Salons der ersten Gesellschaft. Er lernte Baron Louis Borchard de Heeckeren kennen, den niederländischen Gesandten in Russland. Heeckeren (* 1792), ein wohlhabender und kinderloser Junggeselle, beschloss, d’Anthès zu adoptieren. Der leibliche Vater gab seine Zustimmung zur Adoption, und mit Genehmigung des niederländischen Königs führte Georges-Charles ab dem 5. Mai 1836 den Namen de Heeckeren d’Anthès.

## Das Duell mit Puschkin
In Sankt Petersburg machte d’Anthès die Bekanntschaft des Dichters Alexander Puschkin (1799–1837) und seiner Frau Natalja (1812–1863). Er heiratete deren Schwester Katharina Gontscharowa, machte aber dennoch Natalja Puschkina in auffallender und provozierender Weise den Hof. Durch seine aufdringlich zur Schau gestellte Verehrung für Puschkins Frau entstanden Gerüchte, die deren eheliche Treue in Zweifel zogen. Puschkin schrieb einen beleidigenden Brief an den Adoptivvater Heeckeren, woraufhin d’Anthès seinen Schwager Puschkin zum Duell forderte, das am 27. Januarjul. / 8. Februar 1837greg. ausgetragen wurde. Puschkin wurde durch einen Bauchschuss schwer verletzt und erlag zwei Tage später seiner Schussverletzung. D’Anthès wurde nur leicht an Arm und Brust verletzt.
D’Anthès wurde in der Peter-und-Paul-Festung inhaftiert, von Zar Nikolaus I. jedoch begnadigt, degradiert und aus Russland ausgewiesen.
Der Dichter Michail Lermontow schrieb nach Puschkins Tod ein Gedicht mit dem Titel Der Tod des Dichters, in dem er d’Anthès, ohne ihn namentlich zu nennen, scharf verurteilte.

„… lächelnd verachtete er frech
Sprache und Sitte des fremden Landes;
konnte ihn, der unser Ruhm war, nicht verschonen …“

## Zurück in Frankreich

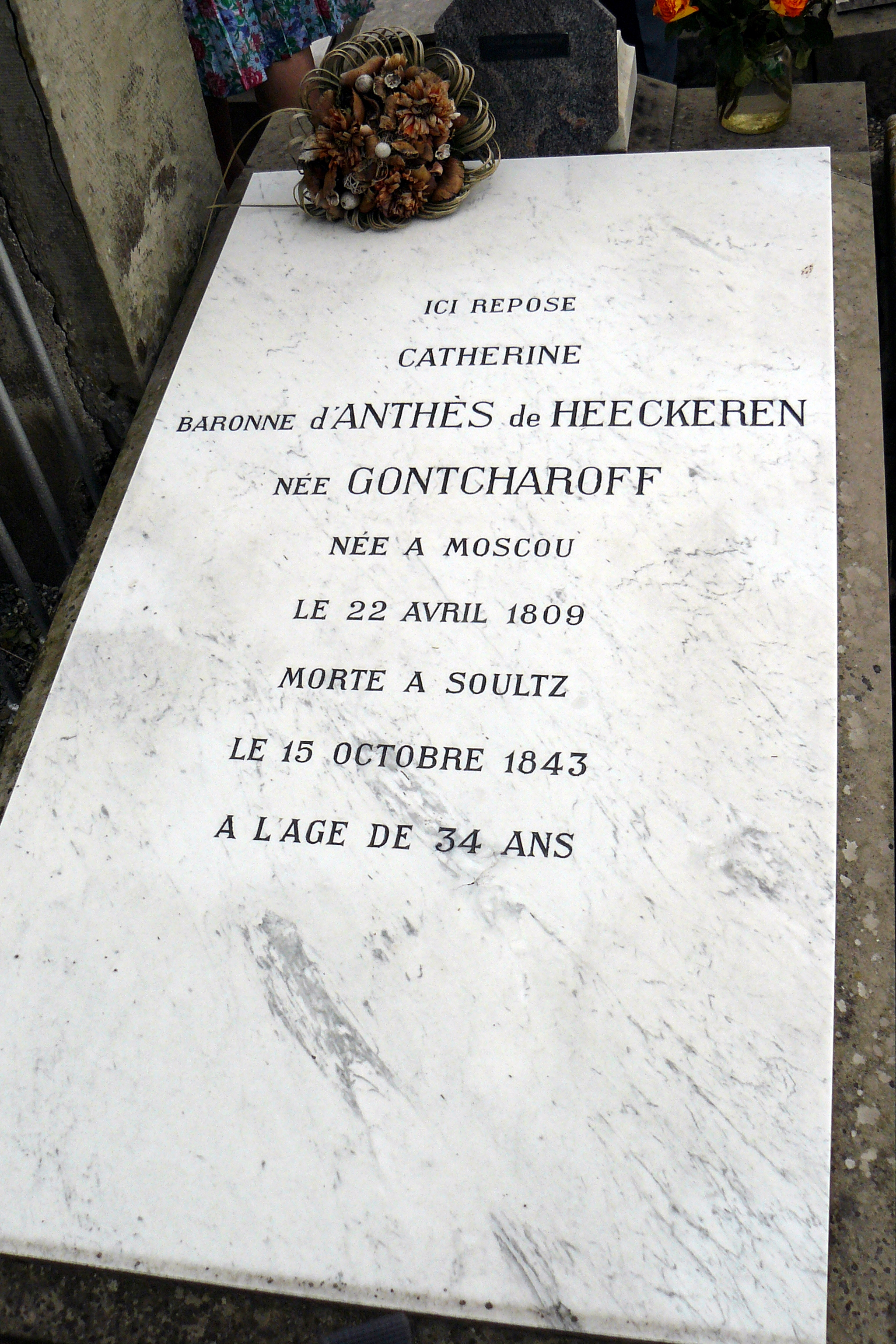
Das Grab von d’Anthès Frau Katharina, geb. Gontscharowa

In Berlin traf d’Anthès wieder mit seiner Frau zusammen. Gemeinsam mit ihr kehrte er nach Frankreich zurück und ließ sich in Sulz/Oberelsass im Haus seiner Eltern nieder. Seine Frau starb am 15. Oktober 1843, wenige Wochen nach der Geburt ihres vierten Kindes.
D’Anthès wandte sich der Politik zu. 1845 wurde er Mitglied des Generalrats des Département Haut-Rhin. Nach der Februarrevolution 1848 wurde er als Abgeordneter sowohl in die Konstituante als auch in die Legislative gewählt, wo er mit der Majorität stimmte und sich ganz an Charles-Louis-Napoleon Bonaparte anschloss, dessen Staatsstreich vom 2. Dezember 1851 er begrüßte.
Noch einmal kehrte d’Anthès nach Russland zurück; in geheimer Mission sollte er die Haltung des Zaren zur Wiederherstellung des Kaisertums durch Louis-Napoléon erkunden. Nach seiner Rückkehr wurde er per Dekret vom 27. März 1852 vom nunmehrigen Kaiser Napoleon III. zum Senator ernannt. 1863 wurde er Offizier der Ehrenlegion, 1868 Kommandeur. Der Sturz Napoleons III. 1870 bedeutete auch das Ende von d’Anthès’ politischer Karriere.
D’Anthès zog sich ins Privatleben zurück und starb in Sulz/Oberelsass am 2. November 1895.